# Massimo Cappelli
Massimo Cappelli (Ascoli Piceno, 19 gennaio 1966) è un regista cinematografico italiano.

## Biografia
Regista italiano che predilige i toni della commedia, Massimo Cappelli, dopo una laurea in Giurisprudenza, decide di perseguire la sua passione, il cinema, e provare a trasformare il suo sogno in mestiere. Inizia la gavetta con la direzione di cortometraggi. Il primo, realizzato nel 1999, si intitola Toilette e gli frutta il premio come miglior soggetto originale al Kurzfilmfestival di Berlino e quello come miglior cortometraggio nell'ambito della rassegna Maremetraggio. Dopo aver diretto Il Sinfamolle (2000), il regista dà alla luce un altro corto, Ampio, luminoso, vicino Metro (2001), che gli vale il Premio Cinecittà Digital 2000 per la realizzazione di un cortometraggio da realizzarsi con nuove tecnologie digitali, insieme ad altri cinque lavori di altrettanti registi italiani, tutti apprezzati ai Festival di Berlino e Cannes e presentati insieme nel film ad episodi Sei come sei (2002). Dopo due nuovi corti, Cappelli debutta nel lungometraggio con Il giorno + bello (2006).
Il suo secondo lungometraggio è la commedia dai toni farseschi Non c'è 2 senza te (2015), che è ancora incentrata su una famiglia, ma questa volta omosessuale.
Nel 2016 esce il terzo lungometraggio, Prima di lunedì, con Vincenzo Salemme, Fabio Troiano, Martina Stella, Andrea Di Maria, Sandra Milo. Una scatenata commedia on the road da Torino a Napoli. Le peripezie dei protagonisti, tra amori più o meno improbabili e rocamboleschi inseguimenti in circhi, suite d’hotel e discoteche, ruotano attorno a un misterioso uovo di cioccolato che deve assolutamente essere consegnato… prima di lunedì.
Nel 2020 dirige il quarto film E buonanotte, uscito nel 2022, con Niccolò Ferrero, Nina Pons, Luigi Imola, Pino Quartullo, Giorgia Wurth, Fabio Fulco, Roberta Giarrusso, Loris Loddi, Roberto Pappalardo, Sara Ricci, Nicolas Zerbini; Leonardo Cappelli. Un ragazzo a cui serve più tempo per fare ciò che non riesce a fare. La soluzione ideale? Rinunciare al sonno, di modo da poter trovare il tempo. Il film è stato selezionato tra i tre finalisti del Premio Globo d'oro come miglior commedia del 2022.
Nel 2021 realizza il suo quinto lungometraggio, uscito nel 2023: Prima di andare via. Con Riccardo Maria Manera, Jenny De Nucci, Pino Quartullo, Tiziana Foschi, Mirko Frezza, Marina Suma, Rodolfo Santi, Loris Loddi, Leonardo Cappelli. La storia di un amore giovanile minato dalla malattia di entrambi. O forse no.
Nel 2023 gira il sesto film, in uscita nel 2024: Settimo grado. Con Giorgio Pasotti, Fabrizio Ferracane. Una villa isolata nella campagna. Un pranzo in famiglia, con le tensioni e i conflitti di sempre. Una giornata ordinaria che verrà demolita da una sequenza di colpi di scena.

## Filmografia

### Cortometraggi
- Toilette (1999)
- Il Sinfamolle (2000)
- Ampio, luminoso, vicino Metro (2001)
- Per Agnese (2004)
- Tutto brilla (2005)
- Bulli si nasce (2008)
- 41 (2010)

### Lungometraggi
- Sei come sei (2001)
- Il giorno + bello (2006)
- Non c'è 2 senza te (2015)
- Prima di lunedì (2016)
- E buonanotte - Storia del ragazzo senza sonno (2022)
- Prima di andare via (2023)
- Settimo grado (2024)

## Riconoscimenti
- Toilette (1999): miglior soggetto originale al Kurzfilmfestival di Berlino 2000;
- Il Sinfamolle (2000): candidato ai Globi d'oro 2000;
- Ampio, luminoso, vicino Metro (2001): premio Cinecittà Digital 2000 per la realizzazione di un cortometraggio da realizzarsi con nuove tecnologie digitali;
- Per Agnese (2004): premio miglior cortometraggio Diamanti al cinema, Venezia 2005;
- Tutto brilla (2005): candidato ai Globi d'oro 2006;
- Il giorno + bello (2006): premio del pubblico in Russia;  N.I.C.E. New Italian Cinema Events (2008);
- E buonanotte: premio del pubblico alla 26ª edizione del Terra di Siena International Filmfestival. Candidatura al Globo d'oro 2022 nella categoria miglior commedia.